# Herman Dune

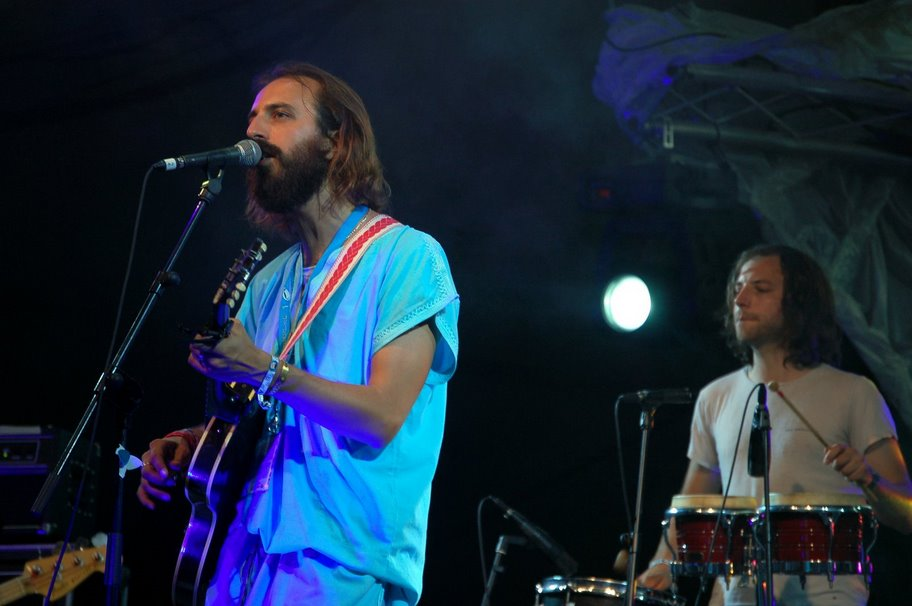
Optreden van Herman Dune op het Festival Internacional de Benicàssim (20 juli 2007)

Herman Dune is een Frans folkrockduo dat in 1999 ontstond. De twee leden zijn David-Ivar Herman Düne (gitaar en zang) en Néman Herman Düne (drums en soms achtergrondzang). Tijdens concerten wordt de band vaak vergezeld door gastmuzikanten.
Herman Dune was oorspronkelijk een trio met André Herman Düne als derde lid. Hij verliet de band na een optreden van de groep op 13 december 2006. Tot die datum was de band bekend onder de naam Herman Düne, na Andrés vertrek werd de umlaut uit de bandnaam geschrapt. Ex-lid André Herman Düne veranderde zijn naam na zijn vertrek in Stanley Brinks.
De bandleden zijn ook actief in verscheidene nevenprojecten (zoals Kungen, Ben Haschish, Ben Dope, John Trawlings, Fountain Boats, Satan's Fingers, Fast Ganz) en begeleidden onder meer Julie Doiron (ex-Eric's Trip) en Kimya Dawson (ex-Moldy Peaches) tijdens muziekopnamen. André and David-Ivar hebben beiden vele solo-cd's uitgebracht (voornamelijk cd-r's in eigen beheer).

## Discografie

### Albums
- Turn Off the Light (2000, Prohibited Records)
- They Go to the Woods (2001, Shrimper Records)
- Switzerland Heritage (2001, Prohibited Records)
- The Whys and the Hows of Herman Düne & Cerberus Shoal (met Cerberus Shoal; 2002, North East indie)
- Mas Cambios (2003, The Track & Field Organisation)
- Mash Concrete Metal Mushroom (2003, Shrimper Records)
- Not on Top (2005, The Track & Field Organisation)
- Giant (2006, Source Etc.)
- Next Year in Zion (herfst 2008, Source Etc., Everloving Records, Cityslang)

### Singles
- Money Makers on My Back (1997, in eigen beheer)
- Glow in the Dark EP (1998, Ruminance Records)
- The Fire EP (2000, Prohibited Records)
- Between the Little Houses (2001, Prohibited Records)
- A Wiser Man (2004, Hype City Records)
- Jackson Heights EP (2005, The Track & Field Organisation)
- I Wish That I Could See You Soon (2007, Source Etc.)
- 1-2-3 / Apple Tree (2008, Everloving Records)
- I Wish That I Could See You Soon (2008, Everloving Records)